# BVP-2
BVP-2 je bojové obojživelné obrněné pásové vozidlo, které bylo v Československu vyráběno na základě licence dle sovětského transportéru BMP-2. Stroj je určen pro zvýšení pohyblivosti a palebné síly mechanizovaných jednotek a k ničení obrněných cílů a živé síly protivníka. Jeho výzbroj tvoří automatický kanón 2A42 ráže 30 mm, který je určen k ničení lehce obrněných vozidel protivníka, kulomet PKT ráže 7,62 mm a odpalovací zařízení protitankových řízených střel Konkurs. BVP-2 má instalované zařízení k ochraně posádky před tlakovou vlnou, pronikavou radiací, radioaktivním spadem a chemickými zbraněmi. Dále je vybaveno systémem 902V pro odpalování dýmových granátů (6 ks).
BVP-2 se v Československu sériově vyráběly od roku 1987 do roku 1989. Celkem bylo vyrobeno 344 kusů, z toho bylo do ČSLA zavedeno 280 kusů tohoto bojového vozidla.

## Další technické údaje
- Výrobce: Podpolianske strojárne n. p., Detva, opravce VOP - 026 Šternberk, s.p.
- Osádka: 3 osoby (řidič, velitel, střelec operátor)
- Roj: 6 osob (2× kulomet, 4× samopal, 1× RPG-7)
- Překročivost (šířka příkopu): 2,5 m
- Výstupnost(výška překážky): 0,7 m
- Střílny pro střelbu z ručních zbraní: dvě upínání pro kulomet, 6 pro samopal, v prostoru roje možnost otevření dvou horních poklopů pro odpalování ručních protitankových střel.